# I. e. 112
Évszázadok: i. e. 3. század – i. e. 2. század – i. e. 1. század
Évtizedek: i. e. 160-as évek – i. e. 150-es évek – i. e. 140-es évek – i. e. 130-as évek – i. e. 120-as évek – i. e. 110-es évek – i. e. 100-as évek – i. e. 90-es évek – i. e. 80-as évek – i. e. 70-es évek – i. e. 60-as évek
Évek: i. e. 117 – i. e. 116 – i. e. 115 – i. e. 114 –  i. e. 113 – i. e. 112 – i. e. 111 – i. e. 110 – i. e. 109 – i. e. 108 – i. e. 107

## Események

### Róma
- Lucius Calpurnius Piso Caesoninust és Marcus Livius Drusust választják consulnak.
- Marcus Livius Drusus Macedoniában vereséget mér a scordiscusokra és a Dunán túlra szorítja őket.

### Észak-Afrika
- Jugurtha elfoglalja Cirtát és kivégezteti riválisát, Adherbalt, valamint az őt segítő római kereskedőket. Róma hadat üzen, elkezdődik a Jugurtha-háború.

### Hellenisztikus birodalmak
- A szeleukida belháborúban VIII. Antiokhosz Grüphosz elfoglalja Antiokheiát. Riválisa, IX. Antiokhosz Küzikénosz felesége, IV. Kleopátra nem tud időben elmenekülni és Daphné szentélyében keres menedéket. VIII. Antiokhosz felesége, Trüphaina (Kleopátra nővére) katonákat küldet a szentélybe és férje tiltakozása ellenére meggyilkoltatja az általa gyűlölt Kleopátrát.

### Kelet-Ázsia
- A vietnami-dél-kínai Nan-jüe állam főminisztere, Lü Csia konfliktusba keveredik a kínai származású királynéval. Amikor a kínai császár beavatkozással fenyeget, államcsínyt hajt végre, megöleti Csao-hszing királyt, a királynét és a kínai követeket, majd a király öccsét, Csao Csian-töt ülteti a trónra.

## Halálozások
- Adherbal, Numídia királya
- IV. Kleopátra, egyiptomi és szeleukida királyné
- Csao-hszing, Nan-jüe királya

## Fordítás
- Ez a szócikk részben vagy egészben  a(z)   112 av. J.-C. című francia Wikipédia-szócikk ezen változatának fordításán alapul.  Az eredeti cikk szerkesztőit annak laptörténete sorolja fel. Ez a jelzés csupán a megfogalmazás eredetét és a szerzői jogokat jelzi, nem szolgál a cikkben szereplő információk forrásmegjelöléseként.